# Fundusz lokalny
Fundusz lokalny – filantropijna organizacja społeczna, która zabiega o środki finansowe od różnych darczyńców (indywidualnych i instytucjonalnych), inwestuje je i buduje wieczysty kapitał, tzw. kapitał żelazny, a odsetki od zainwestowanego kapitału przeznacza na finansowanie konkretnych inicjatyw społecznych, zaspokajających określone potrzeby społeczności lokalnych.
Pomysł przywędrował do Polski ze Stanów Zjednoczonych, gdzie fundusze lokalne (ang. community foundations) funkcjonują od ponad 80 lat, a dzięki ich pracy miliardy dolarów przekazano na sfinansowanie różnego typu inicjatyw społecznych. Fundusze lokalne od kilkunastu lat działają także w Europie Zachodniej. W wielu regionach, miasteczkach, gminach są najsprawniejszymi i najbardziej dostosowującymi się do potrzeb społecznych instytucjami charytatywnymi. Pośredniczą między darczyńcami a organizacjami społecznymi i grupami nieformalnymi, które pochłonięte realizacją własnych misji nie zawsze mają czas na zabieganie o środki finansowe na swoje cele i programy.
Pewne formy działalności funduszu lokalnego można odnaleźć już w przedwojennej historii polskiej filantropii. Wielu dobroczyńców przekazywało darowizny na cele społeczne zakładając tak zwane fundusze wieczyste. Odsetki od inwestowania darowanych sum były zgodne z wolą darczyńców systematycznie przekazywane na określone działania filantropijne, na przykład na wsparcie finansowe samotnych matek, osieroconych dzieci, osób żebrzących, czy też na tworzenie bądź utrzymanie bibliotek, towarzystw naukowych, rozwoju sztuki.